# Ernst I. (Regenstein)
Graf Ernst I. von Regenstein (* 7. Dezember 1528; † 17. Februar 1581 in Quedlinburg) war Dompropst in Naumburg (Saale), regierender Graf der Grafschaft Regenstein mit der Herrschaft Blankenburg und Abt des Klosters Michaelstein bei Blankenburg (Harz).

## Leben
Er stammte aus dem Geschlecht der Grafen von Regenstein und war der Sohn des regierenden Grafen Ulrich X. von Regenstein. Nach dem Tod des Vaters 1551 übernahm er die Regentschaft in der Harzgrafschaft Regenstein. Gleichzeitig wurde er Abt des Klosters Michaelstein. Von 1557 bis 1563 war er außerdem Dompropst in Naumburg (Saale). 
Ernst I. von Regenstein wurde in Blankenburg beigesetzt. 

## Familie
Ernst I. war mit der Gräfin Barbara von Hohnstein verheiratet. Aus der Ehe gingen u. a. die Kinder Ernst II. und Martin hervor.